# Fissidens taxifolius
Espèce
Fissidens taxifolius (Fissident à feuilles d'If) est une espèce de Bryophytes.